# アン・レッキー
アン・レッキー（Ann Leckie、1966年 - ）は、アメリカ合衆国のSF・ファンタジー作家、編集者。
デビュー長編『叛逆航路』（Ancillary Justice, 2013）でヒューゴー賞 長編小説部門、ネビュラ賞 長編小説部門、ローカス賞 第一長篇部門、アーサー・C・クラーク賞、英国SF協会賞 長篇部門、英国幻想文学大賞 新人部門、キッチーズ賞 新人部門を受賞。また、同書の翻訳版で日本の星雲賞 海外長編部門とフランスのボブ・モラーヌ賞 翻訳長編部門を受賞した。
続編『亡霊星域』（Ancillary Sword, 2014）は、翌年のローカス賞 SF長篇部門と英国SF協会賞 長篇部門を受賞した。

## 経歴・人物
オハイオ州に生まれ、ミズーリ州セントルイスでSFファンとして育つ。1989年にワシントン大学で音楽の学位を取得。その後、ウェイトレス、受付、測量助手、レコーディング・エンジニアなどの職を経験する。
結婚後、1996年と2000年に出産して一男一女をもうける。専業主婦をしながら、2002年のNational Novel Writing Month向けに『叛逆航路』の第一稿を書き始める。2005年、クラリオン・ウェスト・ライターズ・ワークショップを受講し、オクティヴィア・E・バトラーの指導を受ける。その後6年間かけて書き上げた『叛逆航路』は、2012年にOrbit社に売れた。
レッキーは多数の短篇をウェブジンSubterranean Magazine、Strange Horizons、Realms of Fantasyなどに発表している。いくつかはリッチ・ホートン編の年刊ベストSF&ファンタジー傑作選にも採録された。
また、SF＆ファンタジー小説のウェブジンGiganotosaurusの編集者を2010-13年に務め、ポッドキャスト番組PodCastleの副編集者も務めた。2012-13年にはアメリカSFファンタジー作家協会（SFWA）の書記を務めた。

## 主な作品

### 長編
《叛逆航路》シリーズ（Imperial Radch series）
- Ancillary Justice, Orbit, 2013年10月, ISBN 978-0-356-50240-3
  - 『叛逆航路』（赤尾秀子訳、創元SF文庫、2015年11月、ISBN 978-4-488-75801-1）
- Ancillary Sword, Orbit, 2014年10月, ISBN 978-0-356-50241-0
  - 『亡霊星域』（赤尾秀子訳、創元SF文庫、2016年4月、ISBN 978-4-488-75802-8）
- Ancillary Mercy, Orbit, 2015年10月, ISBN 978-0-356-50242-7
  - 『星群艦隊』（赤尾秀子訳、創元SF文庫、2016年10月、ISBN 978-4-488-75803-5）
- Provenance, Orbit, 2017年9月, ISBN 978-0-316-38867-2
  - 『動乱星系』（赤尾秀子訳、創元SF文庫、2018年9月、ISBN 978-4-488-75804-2）

- The Raven Tower, Orbit, 2019年2月, ISBN 978-0-356-50699-9

## 受賞歴
- 『叛逆航路』Ancillary Justice (2013)
  - 2013年 ネビュラ賞 長編小説部門 受賞
  - 2013年 英国SF協会賞 長編部門 受賞
  - 2013年 キッチーズ賞 新人部門 受賞
  - 2014年 ヒューゴー賞 長編小説部門 受賞
  - 2014年 アーサー・C・クラーク賞 受賞
  - 2014年 ローカス賞 第一長篇部門 受賞
  - 2014年 英国幻想文学大賞 新人部門 受賞
  - 2016年 ボブ・モラーヌ賞（フランス語版） 翻訳長編部門 受賞（フランス）[13]
  - 2016年 第47回星雲賞 海外長編部門 受賞
  - 2013年 ジェイムズ・ティプトリー・ジュニア賞（アザーワイズ賞） 最終候補
  - 2013年 フィリップ・K・ディック賞 最終候補[14]
  - 2014年 ジョン・W・キャンベル記念賞 最終候補[15]
  - 2014年 コンプトン・クルック賞 最終候補[16]

- 『亡霊星域』Ancillary Sword (2014)
  - 2014年 英国SF協会賞 長編部門 受賞[17]
  - 2015年 ローカス賞 SF長篇部門 受賞
  - 2014年 ネビュラ賞 長編小説部門 最終候補[18]
  - 2015年 ヒューゴー賞 長編小説部門 最終候補[19]

- 『星群艦隊』Ancillary Mercy (2015)
  - 2016年 ローカス賞 SF長篇部門 受賞
  - 2015年 ネビュラ賞 長編小説部門 最終候補[20]
  - 2016年 ヒューゴー賞 長編小説部門 最終候補[21]
  - 2016年 ドラゴン賞 SF小説部門 最終候補[22]